# Ceraticelus savannus
Ceraticelus savannus är en spindelart som beskrevs av Chamberlin och Ivie 1944. Ceraticelus savannus ingår i släktet Ceraticelus och familjen täckvävarspindlar. Inga underarter finns listade i Catalogue of Life.